# Euonthophagus schnabeli
Euonthophagus schnabeli là một loài bọ cánh cứng trong họ Bọ hung (Scarabaeidae).